# Käppele (Königshofen)

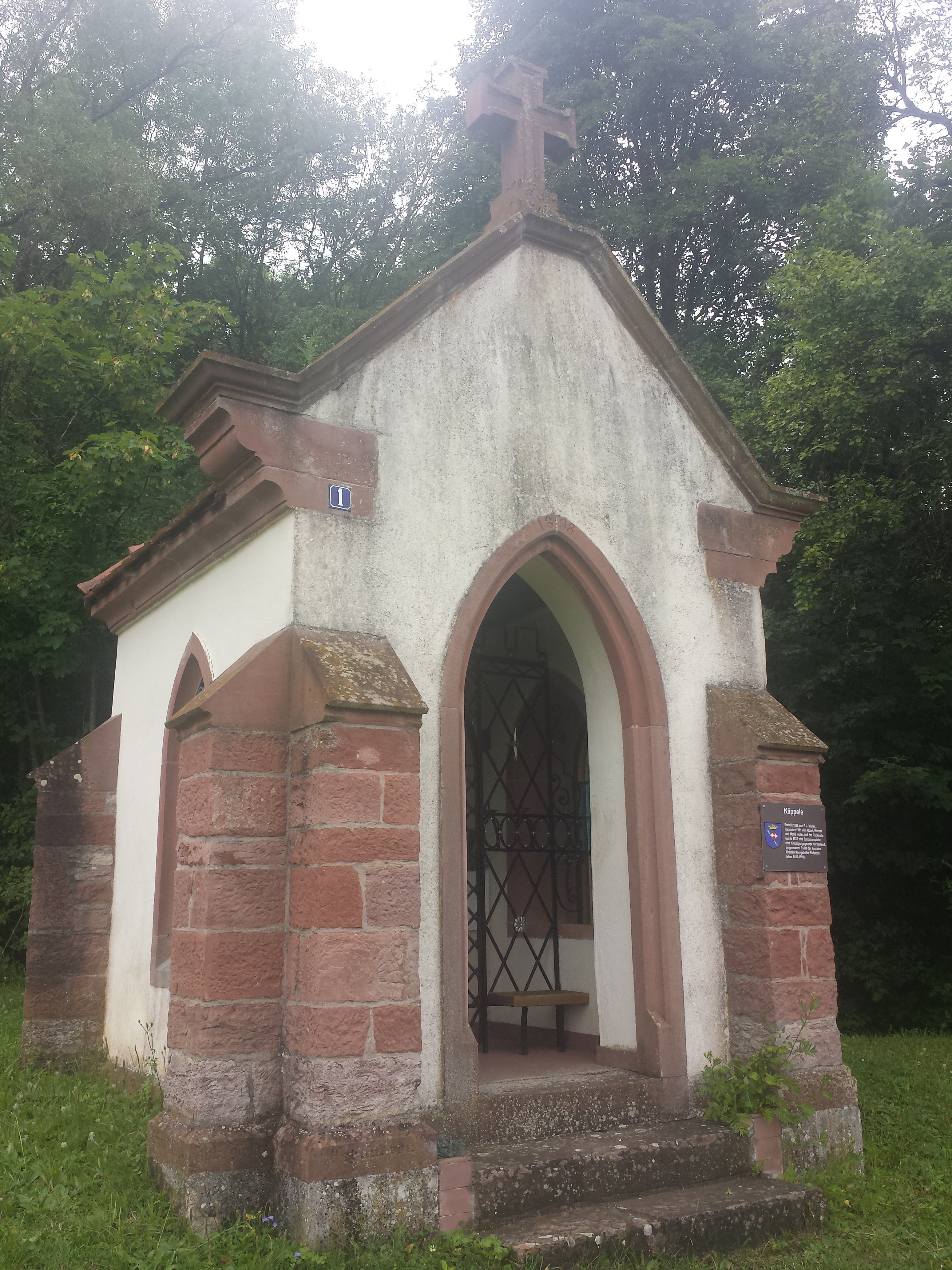
Das Käppele in Königshofen (2016)

Das Käppele ist eine römisch-katholische Kapelle in Königshofen im Main-Tauber-Kreis, die im Jahre 1898 errichtet wurde. 1991 erfolgte eine Renovierung.

## Lage
Die Kapelle liegt an einem Waldrand etwa 100 Meter oberhalb der K2832, die Königshofen mit Lauda verbindet.

## Kapellenbau und Ausstattung
Im Jahre 1898 wurde das Käppele als neugotische Kapelle errichtet. 1928 wurde auf der Rückseite der Kapelle eine Sandsteinplatte eingemauert, die eine Kreuzigungsgruppe darstellt. Dabei handelt es sich um Überreste des ältesten erhaltenen Königshöfer Bildstocks aus dem 15. Jahrhundert.

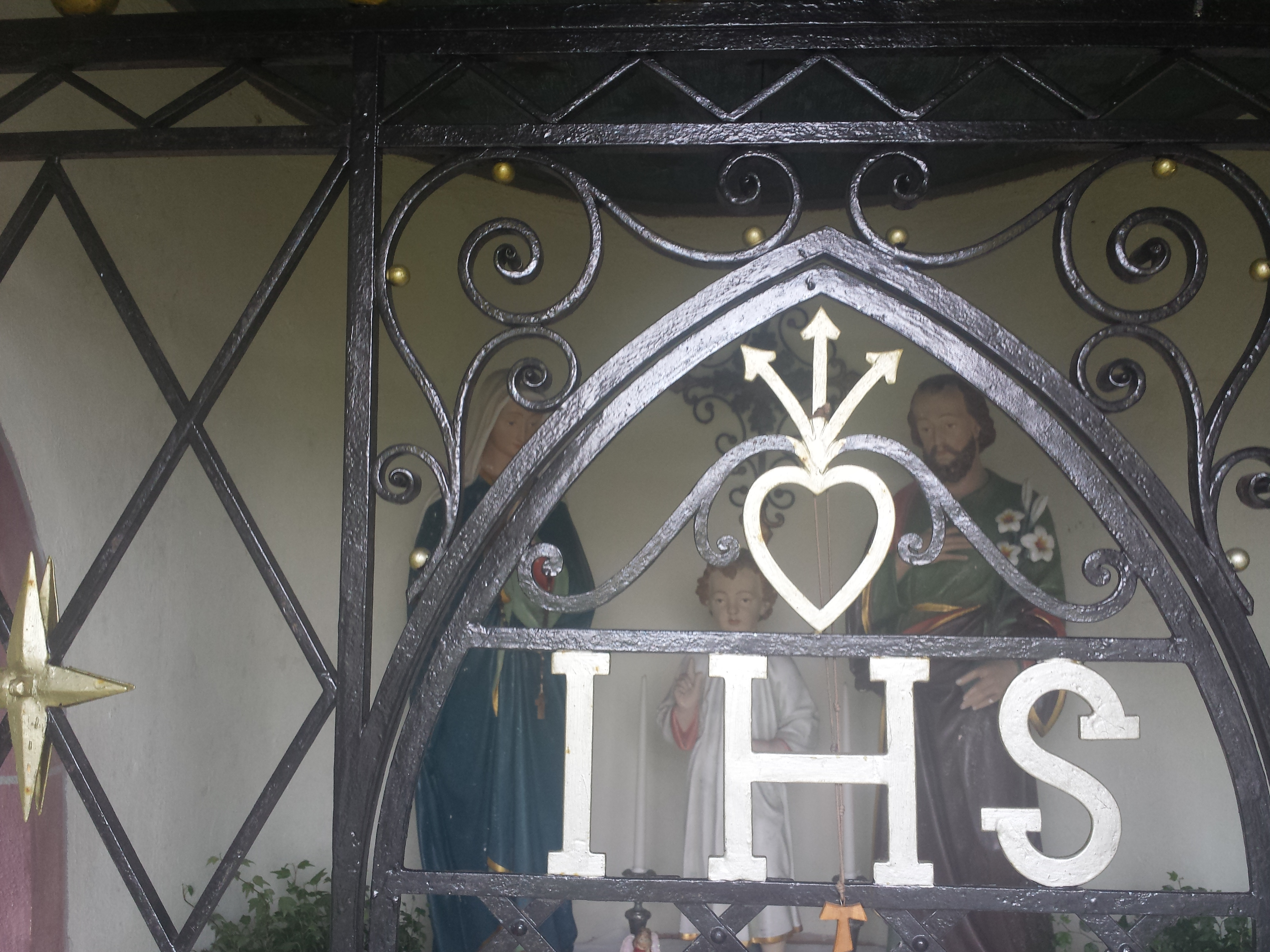
Gittertor am Käppele
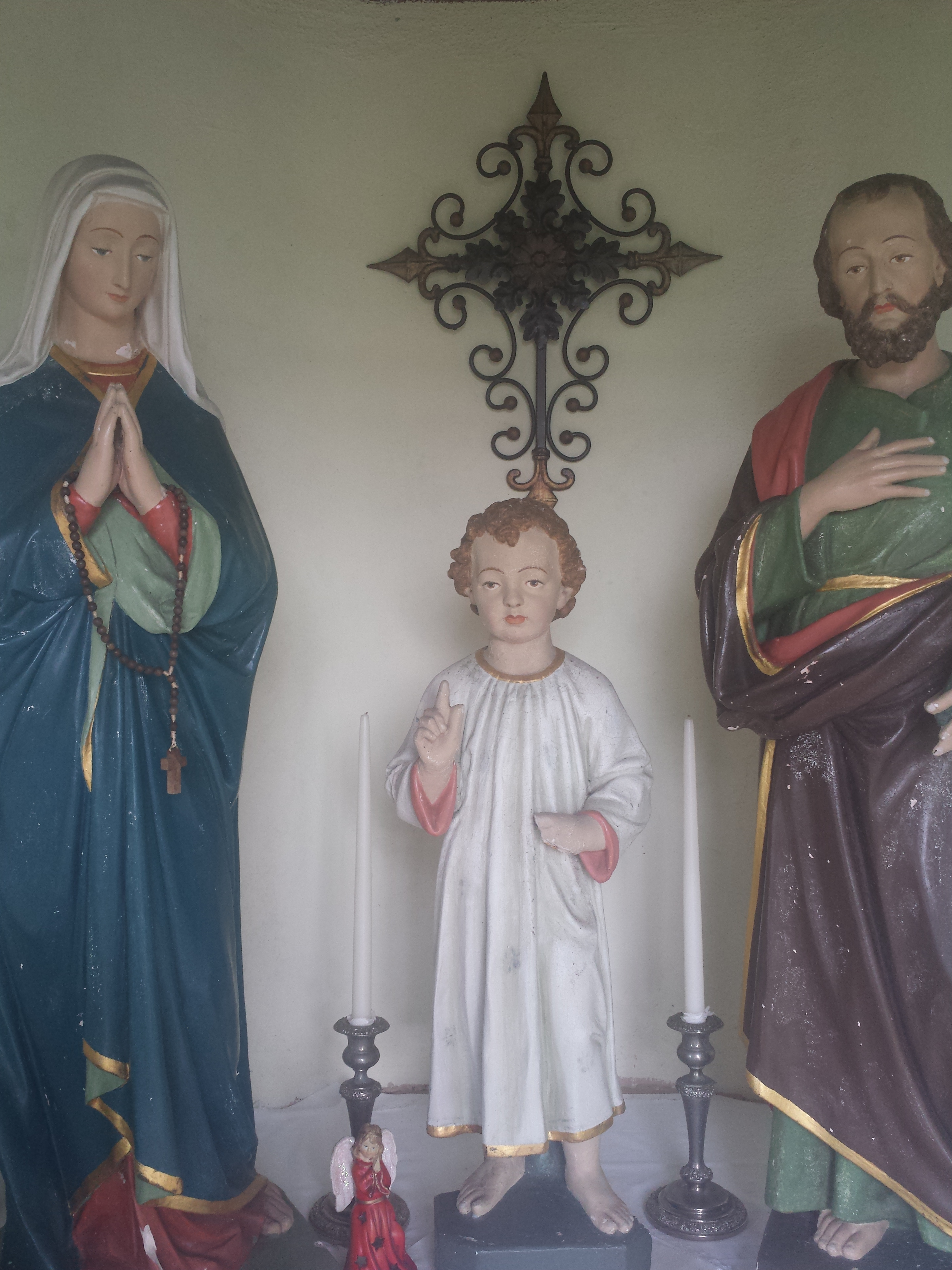
Figuren im Käppele
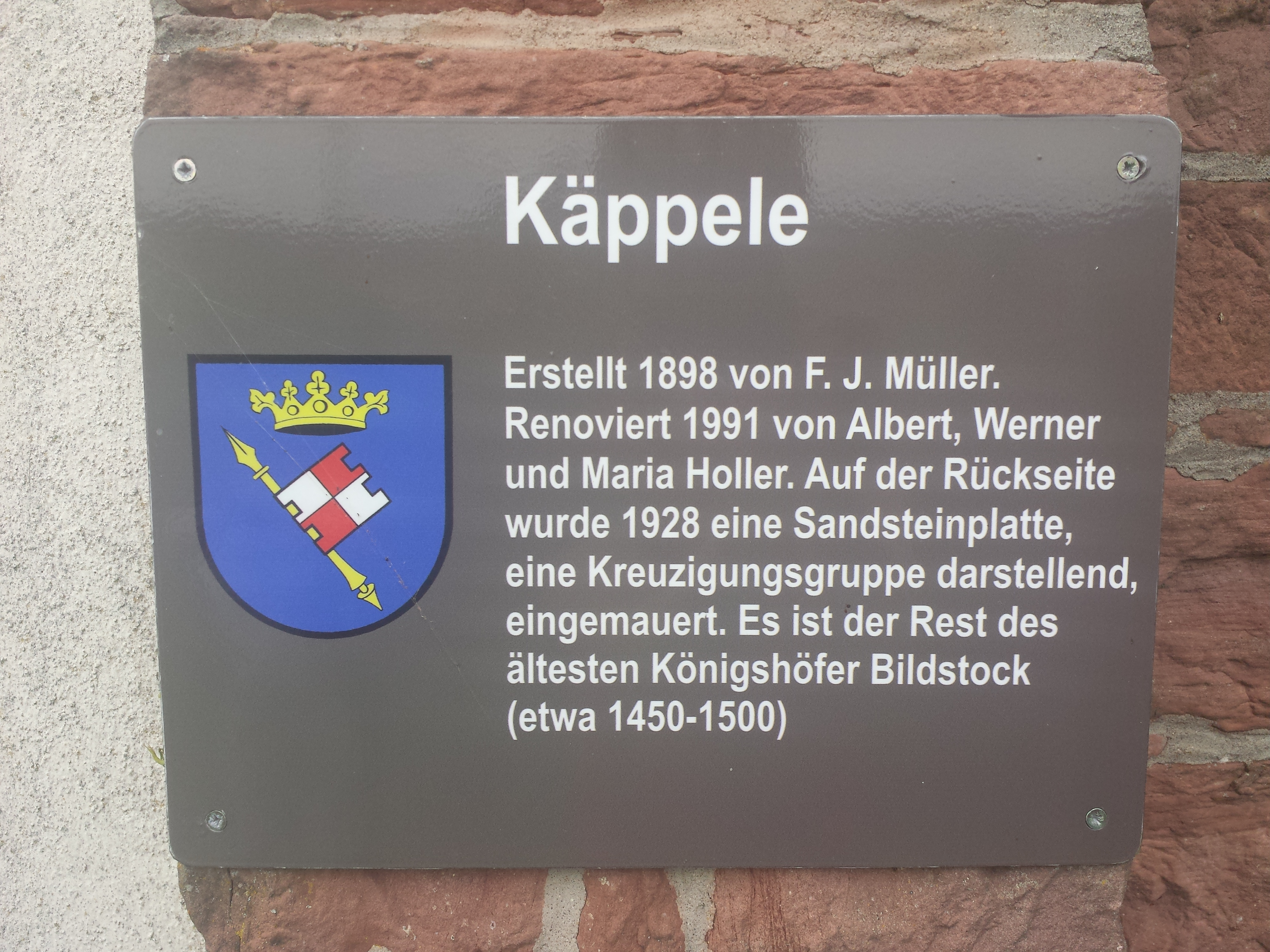
Hinweistafel am Käppele
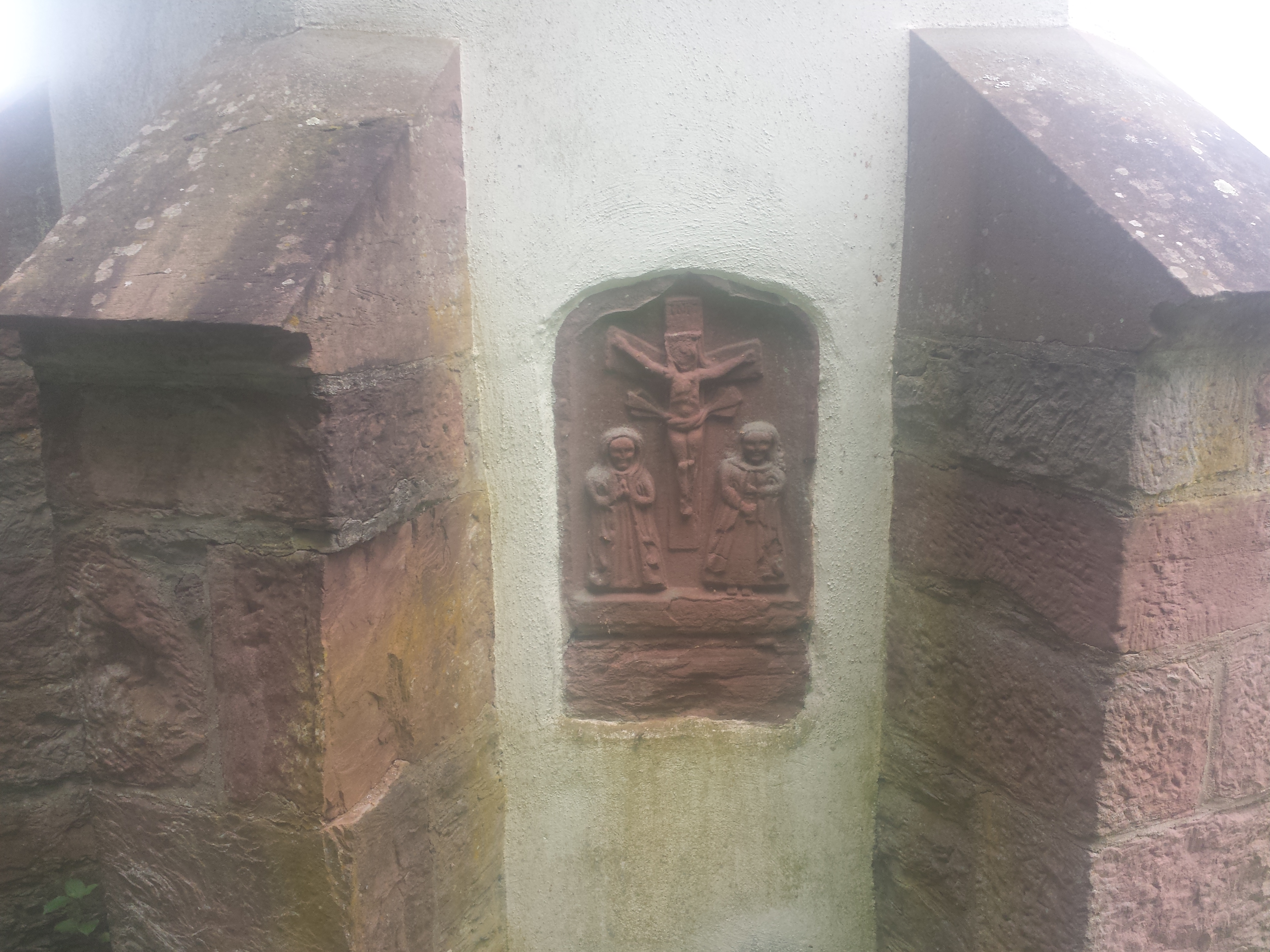
Sandsteinplatte mit Kreuzigungsgruppe auf der Rückseite